# WaiBOP United
El WaiBOP United (conocido originalmente como Waikato Football Club) fue una franquicia de fútbol de la ciudad de Hamilton, en Nueva Zelanda. Fue fundada el 7 de abril de 2004 y participó en la ASB Premiership hasta que en 2016 decidió ceder su licencia al Hamilton Wanderers.

## Historia
La región de Waikato junto con la de Bay of Plenty fueron una de las 8 regiones neozelandesas escogidas para poseer un equipo en el Campeonato de Fútbol de Nueva Zelanda. A pesar de que en la primera temporada (2004/05) fue 3.º en la fase regular, desde entonces su mayor logro había sido el 5.º puesto obtenido en 2007/08, llegando inclusive a recibir el Wooden Spoon (premio consuelo al que finaliza en último lugar) en la edición 2009/10.
En 2013, cuando la Federación de Fútbol de Waikato y Bay of Plenty debía renovar la licencia, se decidió refundar a la franquicia bajo el nombre WaiBOP United. El término «WaiBOP» es una mezcla de «Waikato» y «Bay of Plenty», las regiones representadas por el club.
En 2015 la Asociación de Fútbol de Nueva Zelanda permitió a todas las entidades interesadas presentar sus candidaturas para ingresar en la liga, que estaba planeada para ser expandida a 10 equipos a partir de la temporada 2016-17. Como el Hamilton Wanderers se presentó, la directiva del WaiBOP decidió apoyar al club y ceder la licencia que le correspondía a la ya participante franquicia. Así, el WaiBOP dejó de existir en 2016, lo que la convirtió en la segunda franquicia fundacional en abandonar la ASB Premiership después de que el YoungHeart Manawatu lo hiciera en 2013.

## Datos del club
- Temporadas en el Campeonato de Fútbol: 12
- Mejor puesto en la fase regular: 3.º (2004-05)
- Peor puesto en la fase regular: 8.º (2009-10)
- Mejor puesto en los playoffs: Final preliminar (2004-05)
- Mayor goleada conseguida:
  - En campeonatos nacionales: 6-0 vs. Team Wellington (2005-06)
- Mayor goleada recibida:
  - En campeonatos nacionales: 1-9 vs. Waitakere United (2012-13)

## Estadio
La franquicia comenzó utilizando el Porritt Stadium, pero cambió más adelante por el Fred Jones Park, como estadio para jugar de local. Cuando el equipo fue refundado en 2013, se designó al Beetham Park como estadio principal, mientras que se incluyeron al Rotorua International Stadium y el Links Ave para disputar algunos partidos de en cada temporada. En la ASB Premiership 2015-16 el club pasó a jugar en el Waikato Stadium, intercalando en varios encuentros con el Gower Park y el Owen Delany Park.

## Jugadores
Varios jugadores que comenzaron sus carreras en el club prosiguieron hasta convertirse en profesionales. Entre los casos más destacados se encuentran el de Chris Wood, Marco Rojas, Tyler Boyd, Ryan Thomas y Adam Mitchell, quienes tras dejar al WaiBOP establecieron carreras en clubes europeos y llegaron a ser convocados para la selección neozelandesa. Otros futbolistas que cosecharon un éxito relativamente menor fueron Aaron Scott, Jason Hicks y los hermanos Harry y Jesse Edge.

### Goleadores y jugadores con más presencias
| # | Jugador         | Años                    | Goles (PJ) | Promedio de gol |
| - | --------------- | ----------------------- | ---------- | --------------- |
| 1 | Steven Holloway | 2007 - 2010             | 14 (27)    | 0,51            |
| 2 | Milos Nikolic   | 2010 - 2011 2013 - 2014 | 13 (18)    | 0,72            |
| 3 | Stephen Hoyle   | 2015 - 2016             | 10 (14)    | 0,71            |

| # | Nombre       | Carrera                             | Partidos |
| - | ------------ | ----------------------------------- | -------- |
| 1 | Aaron Scott  | 2006 - 2008 2013 - 2015             | 78       |
| 2 | David Samson | 2007 - 2008 2009 - 2012             | 67       |
| 3 | Mark Jones   | 2010 - 2012 2013 - 2016             | 65       |
| 4 | Che Bunce    | 2004 - 2006 2007 - 2008 2009 - 2010 | 50       |